# Ptychotis saxifraga
Ptychotis és un gènere monotípic de plantes amb flors dins la família de les apiàcies. La seva única espècie és Ptychotis saxifraga,planta relativament rara, que té el nom comú de pticotis i es troba als Països Catalans com també en altres parts del centre i sud d'Europa.
Herba biennal erecta, glabra, ramificada de 20 a 80 cm d'alt. Floreix de juny a setembre amb flors de pètals blancs. Viu a pedrusques i sòls pedregosos eutròfics a Catalunya i els País Valencià (manca a les Balears) dels 100 fins als 1900 metres d'altitud.